# ルドヴァン・ユルマズ
ルドヴァン・ユルマズ（Rıdvan Yılmaz 、2001年5月21日 - ）は、トルコ・イスタンブール出身の同国代表プロサッカー選手。レンジャーズFC所属。ポジションはDF。

## 経歴

### クラブ
地元クラブであるベシクタシュJKのアカデミー出身。2019年4月8日のチャイクル・リゼスポル戦でトップチームデビューを果たした。
2022年7月25日、レンジャーズFCと5年契約を結んだ。

### 代表
ユース年代からトルコ代表に選出されている。
2021年5月、フル代表未出場ながら、UEFA EURO 2020参加メンバーに選出された。同月27日、フレンドリーマッチのアゼルバイジャン戦でフル代表デビューを飾った。